# Frontière entre la Colombie et le Honduras
La frontière entre la Colombie et le Honduras est définie par le traité Ramírez Ocampo-López Contreras (d'après les noms des deux ministres des affaires extérieures, Augusto Ramírez Ocampo pour la Colombie et Carlos López Contreras pour le Honduras), signé à San Andrés le 2 août 1986,.
La frontière ainsi définie relie les points 14° 59′ 08″ N, 82° 00′ 00″ O,  14° 59′ 08″ N, 79° 58′ 00″ O et 15° 30′ 10″ N, 79° 58′ 00″ O, après quoi elle décrit un arc de cercle autour de l'île de Serranilla passant à l'ouest de celle-ci par les points 15° 46′ 08″ N, 80° 03′ 55″ O et 15° 58′ 40″ N, 79° 56′ 40″ O avant de rejoindre la frontière jamaïcaine au point 16° 04′ 15″ N, 79° 50′ 32″ O.